# Інгальська долина
56°24′23″ пн. ш. 65°56′14″ сх. д. / 56.40638889° пн. ш. 65.93722222° сх. д.
Інгальська долина — археологічний район у Тоболо-Ісетському міжріччі, найбільший за площею на півдні Тюменської області, відноситься до Ісетської культурно-історичної провінції. 
Налічує 177 курганів 
, 
55 пам'яток археології федерального значення та 5 регіональних пам'яток природи.
На території долини представлені археологічні пам'ятки від мезоліту ( VIII-VII тис. до н.е.) до Середньовіччя (XIV століття), що відносять до андроновської, саргатської, бакальської культур. 
Частина артефактів зберігається в Ермітажі як «Сибірська колекція Петра I», інші входили до складу відомої втраченої приватної колекції Ніколааса Вітсена .

## Опис
Інгальська долина знаходиться за 75 км на південь від Тюмені, в гирлі Ісеті. 
У цьому місці стуляються межі Ісетського, Ялуторовського, Заводоуковського та Упоровського районів Тюменської області. 
Отримала свою назву в 1994 році за найпоширенішим тут топонімом, в перекладі з сибірсько-татарської мови означає «очеретяна» 
.
Долина має площу близько 1500 км². 

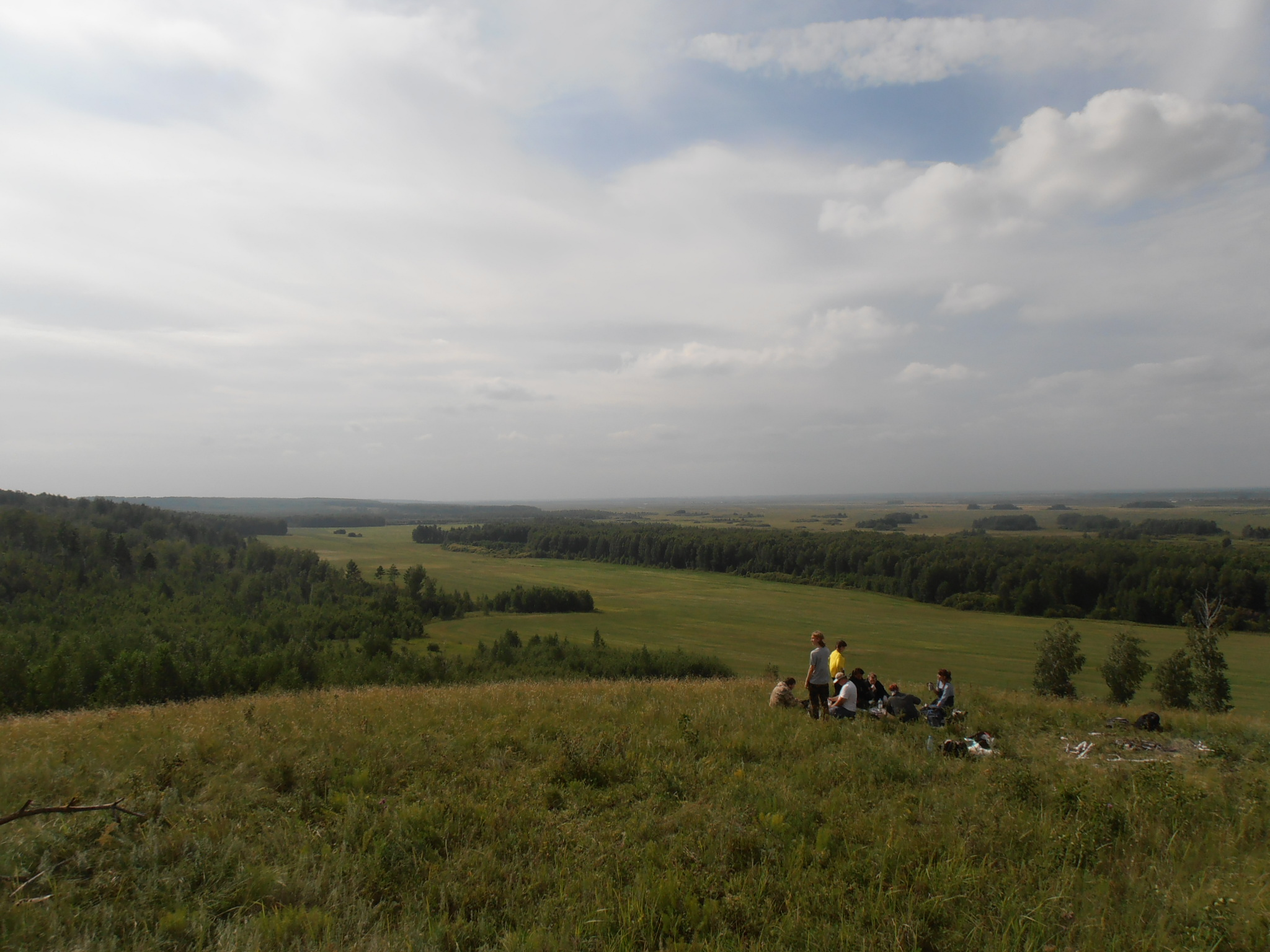
Вид з високої тераси Ісеті

Утворилася внаслідок злиття річкових долин Ісеті та Тобола. 
На плані має форму трапеції з вершиною, зверненою на північний схід. 
Протяжність у напрямку північ-південь становить близько 55  км, по осі захід-схід — від 20 до 45  км. 
Згідно топографії виглядає як западина, яка з півночі обмежена високою терасою Ісеті, а зі сходу — терасою Тобола. 
По центральній частині долини протікають притоки Ісеті — річки Борова Інгала і Велика Інгала
.

## Історія вивчення

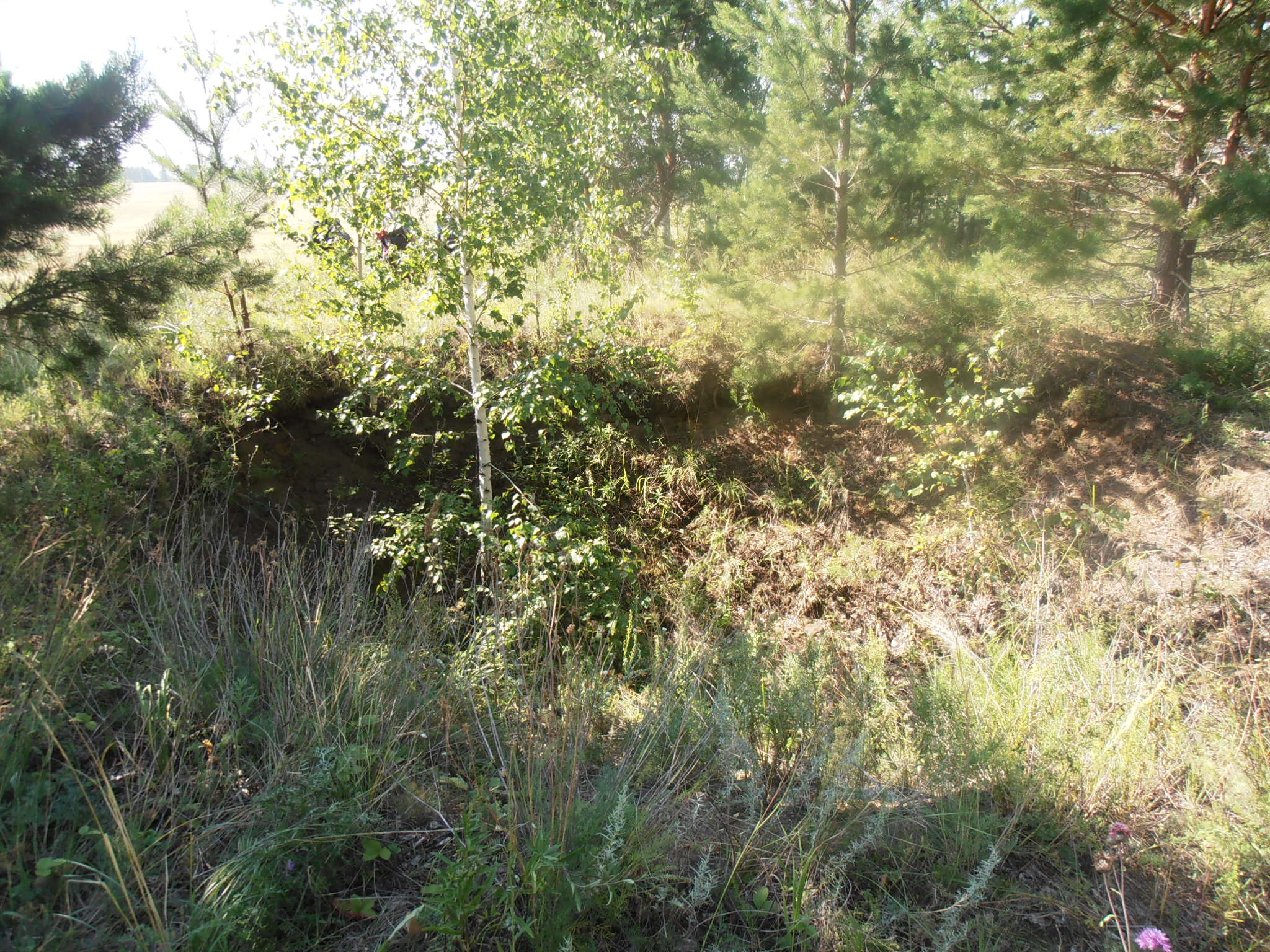
Яма, що залишилася після «чорних археологів» на Хрипунівському могильнику

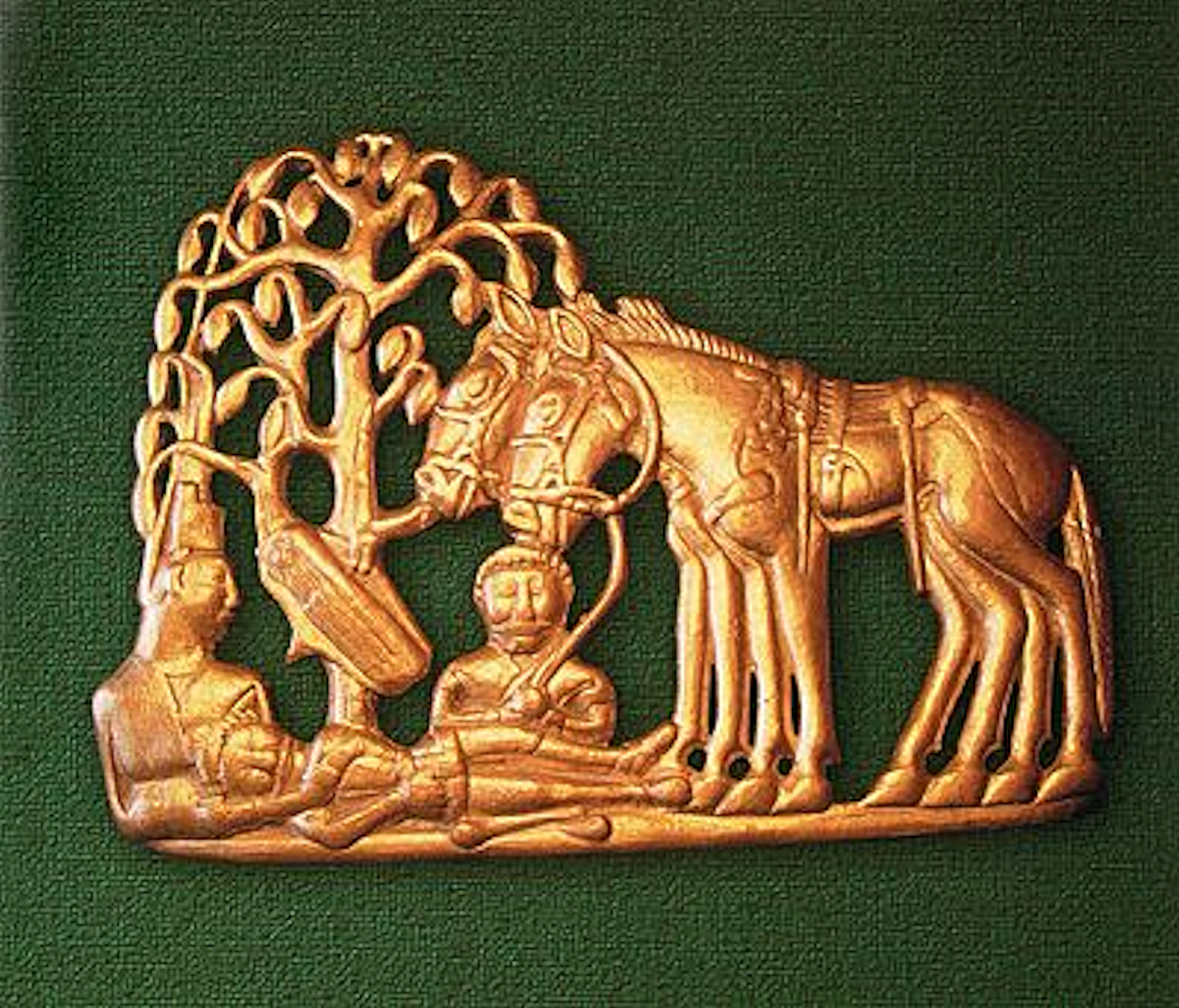
Поясна бляха із Сибірської колекції Петра I

Першими дослідниками долини стали так звані «чорні археологи», тобто грабіжники давніх поховань. 
У 1669 р. воєвода Тобольського розряду П. І. Годунов повідомляє цареві Олексію Михайловичу, що з «татарських могил» в районі Ісеті витягуються золоті, срібні речі та посуд. 
У результаті діяльності «чорних археологів» більшість скарбів із сибірських курганів назавжди втрачено 
.
У 1712 року за дорученням сибірського губернатора князя М. П. Гагаріна комендант Шадрінська князь Василь Мещерський розпочинає розкопки курганів з метою отримання золотих, срібних та мідних речей для поповнення державної скарбниці. 
У 1715-17 рр. губернатор чотири рази відправляв Петру I партії сибірських скарбів. 
250 відправлених Гагаріним древніх золотих виробів здобули популярність як «Сибірська колекція Петра Великого», яка зараз розміщена в галереї коштовностей «Золото скіфів» Державного Ермітажу
.
Частина видобутих чорними археологами скарбів опинилася в приватних колекціях за кордоном. 
Найвідомішою з них була колекція бургомістра Амстердама Ніколааса Вітсена, її склад відомий лише за мальованими таблицями в третьому виданні його книги «Noord en Oost Tartatye» (1785 рік), тоді як сама колекція після 1717 року зникла з поля зору дослідників 
.
Серед науковців першим ознайомився з знахідками Д. Г. Мессершмідт, чия експедиція в Сибірську губернію відбулася в 1719-27 рр. 
Відвідавший Сибір в 1733—43 рр. разом з Великою Північною експедицією Г. Ф. Міллер констатував припинення роботу «чорних археологів» через повне розграбування курганів.
П. С. Паллас у складі Академічної експедиції 1768-74 років описав курганні могильники Тютринський, Савіновський і Піщаний-I. 
М. О. Абрамов опублікував відомості про кургани та городища Ялуторівського, Тюменського та Курганського округів. 
У 1890 році І. Я. Словцов оприлюднив перелік курганних могильників і городищ Тобольської губернії, в тому числі відомості про могильники Красногорський-I і Красногірський борок, городищах Змієво і Лизунове (Красногорське) 
. 
У 1893 році А. Гейкель при розкопках курганів поблизу Ялуторовська вперше виявив сліди присутності тут поховань, які згодом стали відносити до андронівської культури 
.
Відновлення досліджень долини в 1959 році пов'язане з ім'ям П. М. Кожина. 
З 1962 р. працює експедиція Уральського держуніверситету (В. М. Фролов, Т. Г. Гашева, В. Т. Юровська (Ковалева), Т. Г. Бушуєва, Б. Б. Овчиннікова). У 1970-80-х рр. розвідувальні роботи проводили В. О. Могильников з Інституту археології АН СРСР, М. П. Матвєєва, О. В. Матвєєв та І. В. Усачова (Жиліна) з Тюменського держуніверситету, О. С. Сергєєв з Інституту історії та археології УрО АН СРСР 
.
У 1994 р. О. В. Матвєєвим були визначені природні межі долини, що вперше дозволило сприймати її як єдиний археологічний комплекс 
. 
Наступного року пошукові роботи розпочала Західносибірська археологічна експедиція Інституту проблем освоєння Півночі Сибірського відділення РАН . У 1995—2003 рр. було виявлено 300 нових археологічних пам'яток 
.

## Періодизація культурних шарів
На середину 2020-х на території Інгальської долини відкрито 549 археологічних об'єктів, найдавніші з яких відносяться до середньої кам'яної доби .

### Кам'яна доба

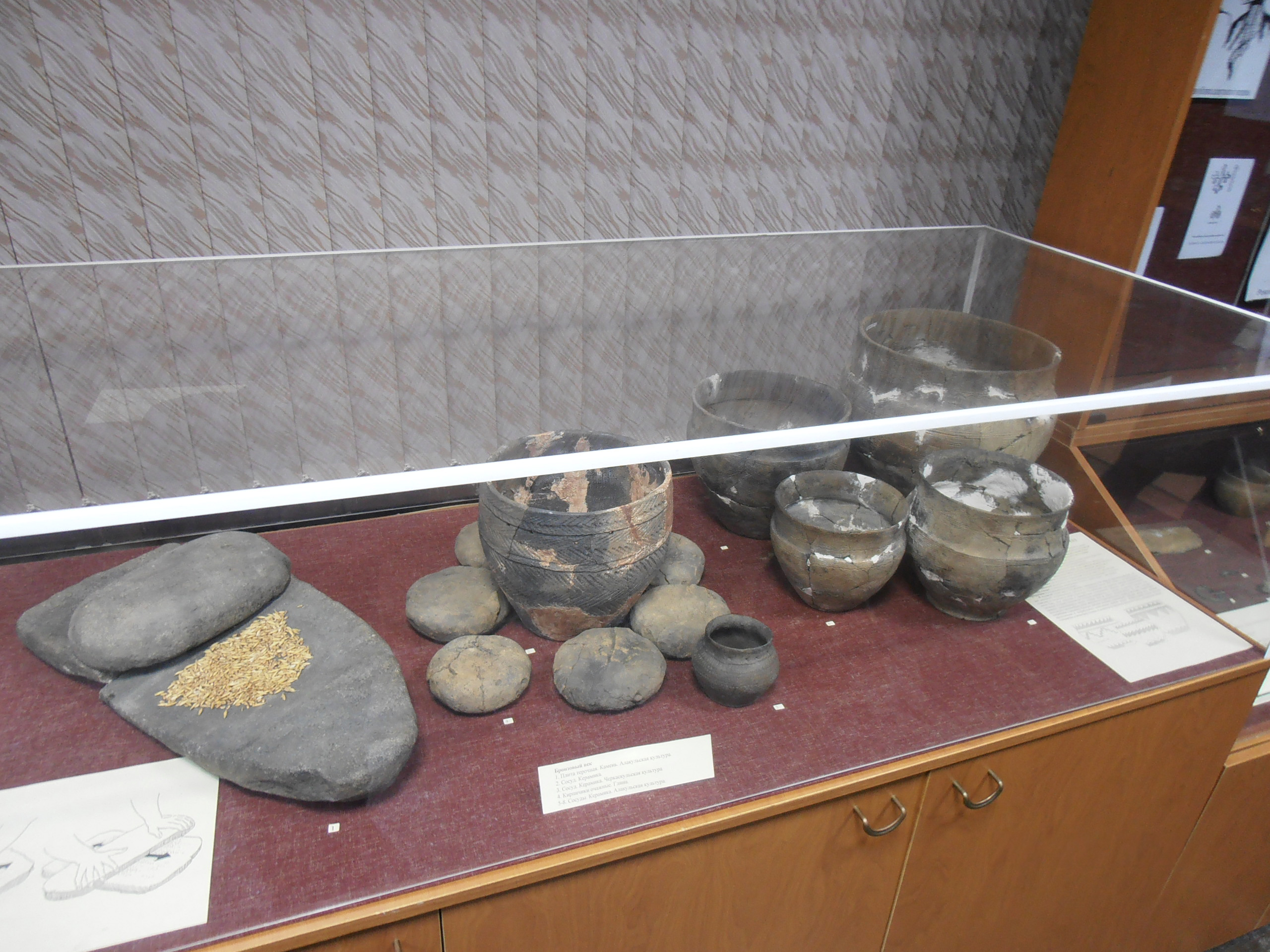
Артефакти бронзової доби. Музей археології та етнографії ТюмДУ, 2013 рік

#### Мезоліт
Період мезоліту представлений в Інгальській долині ранніми культурними відкладеннями археологічної пам'ятки "Острів-II". 
Відсутність радіокарбонних досліджень не дозволяє поки що визначити вік знахідок. 
За аналогією з іншими мезолітичними стоянками півдня Тюменської області («Катенька» та «Зоряний») хронологічні рамки найдавніших знахідок на території Інгальської долини були обмежені VIII – VII тис. до н.е. 

#### Неоліт
З епохою неоліту пов'язані 37 пам'яток, виявлені під час розкопок поселення «Двогозерне-I», ритуального комплексу «Острів-II», могильника «Старо-Либаєво-IV». 
З них 6 відносяться до кошкинської археологічної культури, 12 — до сосновоострівської, 11 — до боборикінської, 3 — до полуденської, а 5 не мають надійної культурної атрибуції 
.
На думку Є.М. Волкова, найранішою неолітичною культурою Інгальської долини слід вважати кошкинську (середина VI тис. до н.е. — кінець V тис. до н.е.), наступною за якою була сосновоострівська (середина V тис. до н.е. - IV тис. до н.е.), боборикінська культура (остання третина V тис. до н.е. — остання третина IV тис. до н.е.) співіснувала з кошкинською та сосновоострівською, а полуденські пам'ятники нечисленні; можливо, вони функціонували в часи, коли навколишні території пустували 
.

### Мідна доба

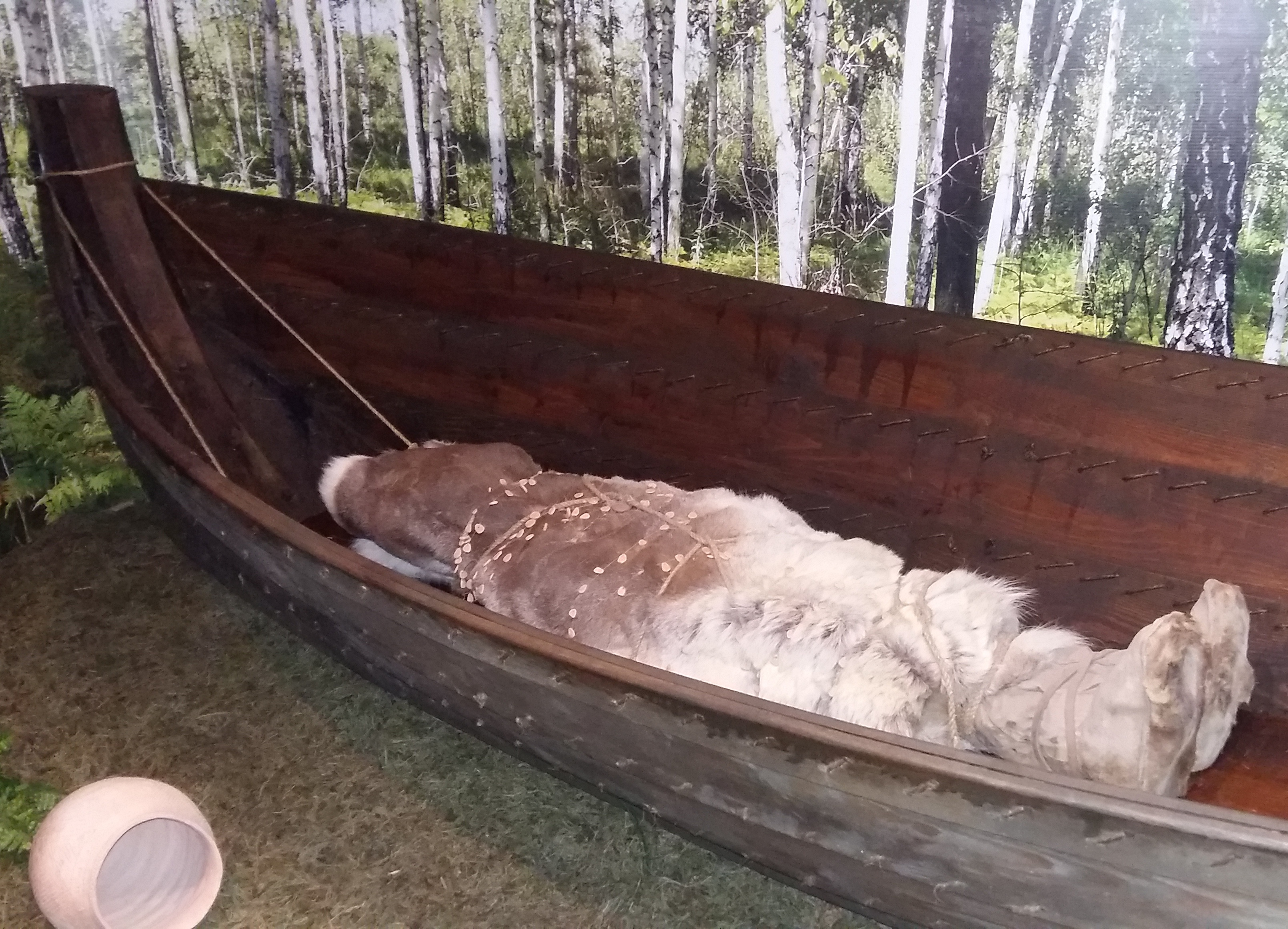
Копія похоронного човна з могильника «Бузан-III». Ялуторівський острог, 2016 рік (Ялуторівськ)

Епоха енеоліту представлена 54 пам'ятниками, з яких 28 відносяться до либаївської культури, 12 — до андріївської, 14 — не отримали надійної атрибуції 
.
Ранній енеоліт (бузанський період розвитку либаївської культури) ототожнюється з артефактами могильника «Бузан-III» (3190 до н.е. ± 60 років), поселень «Сазик-IX» (3150 до н.е. ± 60 років) та «Ліпіхінське-V».
Найвидатнішим артефактом могильника «Бузан-III» є виявлені в 1996 році залишки дерев'яного похоронного човна довжиною понад 5  м, найдавнішого із знайдених у Північній Євразії 
. 
За своїм віком знахідку можна порівняти з часом виникнення єгипетського ієрогліфічного письма (3200—3100 до н. е.). 
Точна копія човна знаходиться зараз в Археологічній галереї Ялуторівського острогу 
.
У першій третині III тис. до н. е. у долину з Туринської культурно-історичної провінції проникають носії андріївської культури, остаточно III тис. до н. е. Либаївська та андріївська культури розвиваються синхронно. Є. М. Волков пропонує вважати цю фазу двоозерним періодом розвитку либаївської культури (представлений артефактами поселень «Двогозерне-I», «Нижньоінгальське-IIIа», «Острів-IIа» та «Верхньо-Інгальський Борок-II») 
.

### Бронзова доба

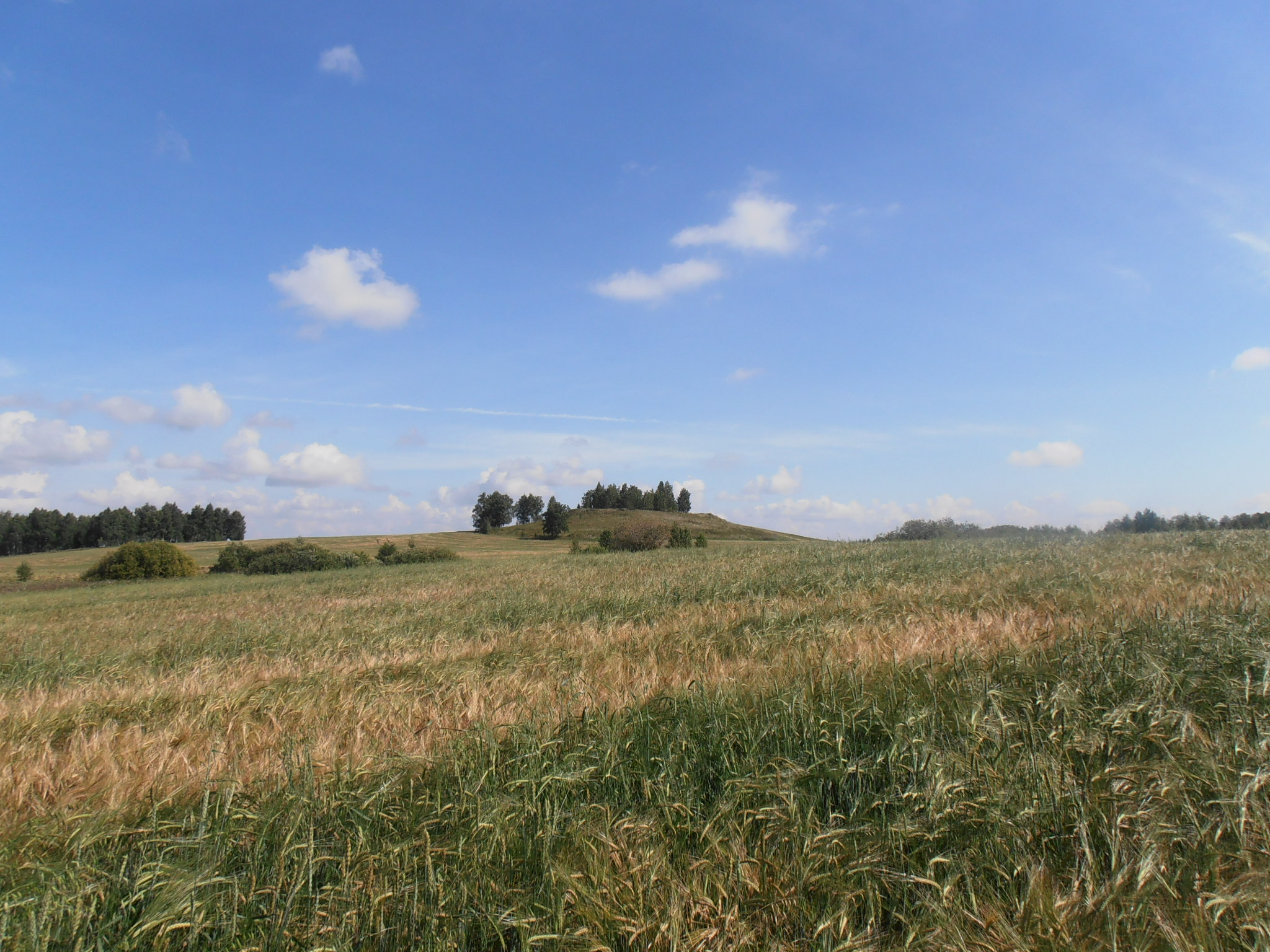
Хрипунівський могильник (Ісетський район). Алакульська АК. 2014 рік

Бронзова доба в долині розтермінована на 3 етапи. 
Етап ранньої бронзи (кінець XXII / початок XXI  — середина XVIII століття до н. е.) представлений 7 поселеннями ташковської культури (продовження андріївської) та двома пам'ятками імбиряйської культури
.
Етап андронівських старожитностей представлений 13 пам'ятниками (по 4 від алакульської та Федорівської культур, 5 від черкаскульської) 
. 
Відкриті в 1893 році А. Гейкелем сліди алакульців у районі Ялуторовська вважалися свідченням випадкової вилазки алакульської дружини на північ, проте зроблені наприкінці XX століття знахідки у селищі «Ук-III» біля Заводоуковська та Хрипунівського могильника біля с. Красногірське змусили серйозніше розглянути питання присутності андроновців в Інгальській долині 
. 
Згідно з А. В. Матвєєвим, алакульська культура складається з етапів чистолібязького, алакульського (розвиненого), комишинського (пізнього) та амангельдинського (перехідного до Федоровської культури). 
З них в Інгальській долині виявлені пам'ятники розвиненого (Хрипунівський могильник — найпівнічніший з алакульських некрополів 
, 
поселення «Нижньоінгалінське-III») та пізнього (друга група поховань Хрипунівського могильника, поселення «Ук-III») етапів,  датовані другою чвертю XVIII — серединою XVI століття до н. е. 
Хронологію Федорівської старовини дослідники відносять до середини XVI — кінця XIV століття до Р.Х., черкаскульських до XIII — XI століть до н. е. 

Пізню бронзу в долині становлять 24 пам'ятники, з яких 12 відносять до пахомовської культури (хоча вона існувала синхронно з черкаскульською), 7 — до бархатовської , ще 5 не мають стійкої культурної атрибуції. 
Хронологічна межа бархатовських старожитностей (поселення «Щетково-II», Коловське городище) датована останньою чвертю XI  — кінця VIII століття до н. е. 
З етапу пізньої бронзи в Інгальській долині починається зведення укріплених поселень (городищ), найранішім з яких є «Ак-Паш-I» 
. 
Найвище з городищ — Лизунове (Красногорське) в Ісетському районі, з вивчення якого почалося відкриття бархатовської культури — розташоване на мисі з майже прямовисним схилом 45-метрової висоти 
.

### Рання залізна доба

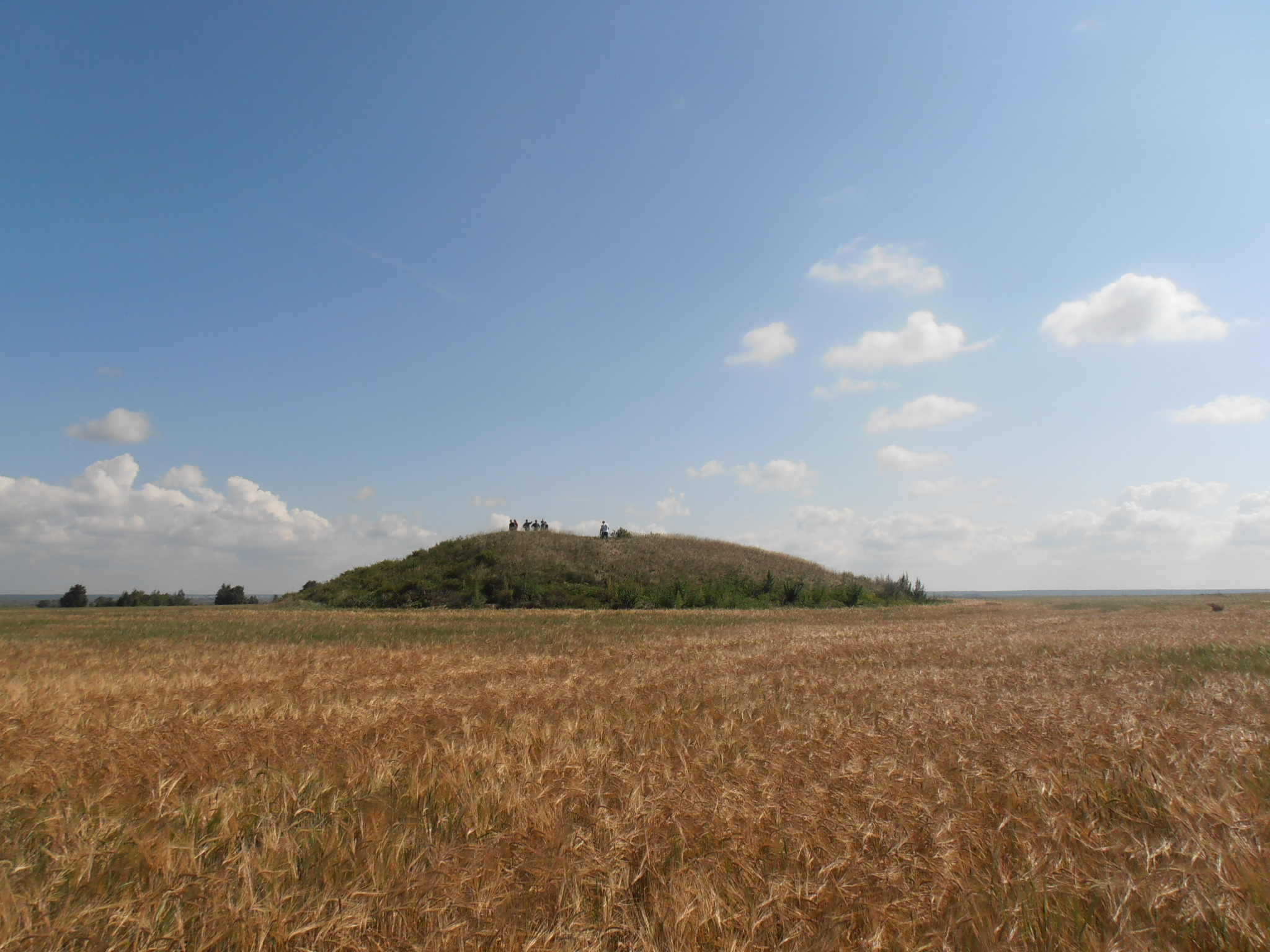
Курган Красногірський-2 (Ісетський район). Саргатська АК. 2014 рік

Перехідний час від бронзової до залізної доби представлено в Інгальській долині чотирма пам'ятками іткульської культури (кінець VIII — V століття до н.е.) і 3 пам'ятниками без стійкої культурної атрибуції.
До ранньої залізної доби відносять 139 пам'ятників, серед них 30 належать до баїтівської культури, 16 — до гороховської, 55 — до саргатської, 1 — до кашинської, 37 — не мають стійкої культурної атрибуції. 
Баїтовські племена (VII - V століття до н. е. ), наступники бархатської культури, співіснували з іткульськими і горохівськими і були витіснені саргатськими. 
Горохівські популяції (виникли в VII столітті до н.е. ) не відразу розчинилися в саргатському середовищі, а проіснували в ній до III століття до н. е.. 
Якщо ранній етап саргатської культури (V - початок III століття до н. е..) проходить у співіснуванні з сусідами, то в II столітті до н. е. — V столітті саргати не мають суперників у всьому Середньому Заураллі 
..
Насамперед із саргатами (а частково з баїтівськими племенами) асоціюються курганні некрополі, кількість яких досягає 177, причому діаметр окремих курганних насипів перевищує 60  м 
. 
Багато курганів містить високохудожні вироби із золота, срібла , дорогоцінного каміння і численні прикраси, виготовлені в майстернях Стародавнього Єгипту, рабовласницьких держав Північного Причорномор'я та Середньої Азії 
. 
Так, під час розкопок Тютринського могильника біля с. Суєрка в 1981 році Н. П. та А. В. Матвєєвими були виявлені намистини з блакитної шпинелі, яка видобувається тільки в Індостані, на Шрі-Ланці та Калімантані, а також мініатюрний (довжина менше 2  см) фаянсовий амулет Гарпократа (елліністична традиція зображення давньоєгипетського бога Гора) 
. 
На думку А. В. Матвєєва, багатство поховань саргатської епохи може свідчити про те, що на рубежі нашої ери долина була місцем поховання представників одного або кількох «царських» родів племінного саргатського об'єднання 
, 
джерелом збагачення яких був контроль над поставками стратегічних товарів мережею Великого шовкового шляху
.
Виявлене в урочищі Мідний Борок саргатське селище займає площу 15,5  га , що дозволяє віднести його до категорії міст 
.

### Епоха Середньовіччя
Середньовіччя представлено в долині 21 пам'ятником, з них 7 належать бакальській культурі (IX — XV ст), 4 — юдинській (X — XIII ст), а 10 не набули культурної атрибуції. 
Прийнято вважати, що бакальська та юдинська культури співіснували, проте є необхідність в обґрунтуванні ранішої дати виникнення бакальської культури, щоб заповнити проміжок у 300 років після зникнення у V столітті саргатів 
.

### Наукові публікації
- Adaev, Vladimir (2008). Matveeva, Natalya (ред.). К реконструкции лодки из энеолитического могильника Бузан-3 в Ингальской долине (интерпретация с использованием данных этнографии) [About reconstruction of the boat from the Chalcolithic burial Buzan-3 in Ingala Valley (An interpretation using data from ethnography)]. AB ORIGINE: проблемы генезиса культур Сибири (рос.). Tyumen, Russia: Publishing house "Три Т" (2): 169—187. Процитовано 2 вересня 2015.
- Anoshko O. M. (2001). К вопросу о происхождении и периодизации бархатовской культуры позднего бронзового века лесостепного Зауралья [On the origin and periodization of the Barkhatovo culture of the late Bronze Age in Trans-Urals steppe] (PDF). У Tishkin A. A. (ред.). Историко-культурное наследие Северной Азии: Итоги и перспективы изучения на рубеже тысячелетий. XLI Региональная археолого-этнографическая студенческая конференция (рос.). Barnaul, Russia: Altai State University. с. 262—264.
- Bakhareva T. N. (2001). Алакульская керамика Хрипуновского могильника [The Alakul ceramic of the Khripunova grave field] (PDF). У Tishkin A. A. (ред.). Историко-культурное наследие Северной Азии: Итоги и перспективы изучения на рубеже тысячелетий. XLI Региональная археолого-этнографическая студенческая конференция (рос.). Barnaul, Russia: Altai State University. с. 228—231.
- Matveev, Alexander (2004a). Ингальская долина [Ingala Valley]. У Kutsev, Gennady (ред.). Большая Тюменская энциклопедия. Volume 2: I-P  (рос.). Tyumen, Russia. с. 20. ISBN 5-88664-171-8.
- Matveev, Alexander (9 січня 1998). Снова об Ингальской долине [On the Ingala Valley again]. Наука в Сибири (рос.). Novosibirsk, Russia: Siberian Branch of the Russian Academy of Sciences (1–2). Архів оригіналу за 25 квітня 2013. Процитовано 2 вересня 2015.
- Matveeva N. P.; Volkov E. N.; Ryabogina N. E. (2003). Древности Ингальской долины: Новые памятники бронзового и раннего железного веков [Antiquities of the Ingala Valley: New monuments of the Bronze and early Iron Ages] (рос.). Novosibirsk, Russia.
- Volkov, Eugene (2007). Комплекс археологических памятников Ингальская долина [A complex of archaeological sites the Ingala Valley] (рос.). Novosibirsk, Russia. ISBN 978-5-02-031090-2.
- Volkov, Eugene (2006). Комплекс древних и средневековых памятников Ингальская долина [A complex of ancient and medieval monuments the Ingala Valley] (Дипломна робота)  (рос.). Tyumen, Russia: Institute of Northern Development of the Siberian Branch of the Russian Academy of Sciences.

### Наукпоп
- Krivosheev S. (1996). Истинные арийцы. Тюменские историки считают, что нашли прародину легендарных ариев [The true Aryans. Tyumen historians believe to have found the Urheimat of the legendary Aryans]. Итоги (рос.). Moscow, Russia (32). Архів оригіналу за 1 грудня 2016. Процитовано 5 вересня 2015.
- Matveev A. V. та ін. (2006). Археологический комплекс "Ингальская долина": путешествия во времени [Archaeological complex "Ingala Valley": a time travel] (рос.). Tyumen, Russia.
- Matveev, Alexander (2004). Затерянный мир Ингальской долины [Lost world of the Ingala Valley] (рос.). Tyumen, Russia. ISBN 587591-042-9.
- Pankina, Tatiana (1 листопада 2006). Ингальская долина: почувствуйте себя немножко царями [Ingala Valley: Just feel you as kings]. Вслух.ру (рос.). Tyumen, Russia. Архів оригіналу за 6 вересня 2017. Процитовано 5 вересня 2015.
- Pankina, Tatiana (2007). Легенды Ингальской долины [Legends of the Ingala Valley]. Отдых в России (рос.). Moscow, Russia (39). Архів оригіналу за 11 березня 2016. Процитовано 5 вересня 2015.
- Sitnikov, Pavel (15 червня 2011). Марьино ущелье или Где растут сибирские орхидеи [Mary's ravine or where there are Siberian orchids]. Мегатюмень.ру (рос.). Tyumen, Russia. Процитовано 5 вересня 2015.
- Spitsyna, Larisa (22 грудня 2006). Зов веков [Call of Ages]. Поиск (рос.). Moscow, Russia: Russian Academy of Sciences. Архів оригіналу за 25 квітня 2013. Процитовано 5 вересня 2015.
- Voinskiy, Todor (14 липня 2010). Загадочный мир Ингальской долины [Mysterious world of the Ingala Valley]. АиФ в Западной Сибири (рос.). Tyumen, Russia. Процитовано 5 вересня 2015.
- Voinskiy, Todor (28 вересня 2011). Сокровища Саргатии [Treasures of Sargatia]. Тюменская правда (рос.). Tyumen, Russia. Процитовано 5 вересня 2015.